# Taenaris lucina
Taenaris lucina är en fjärilsart som beskrevs av Brooks 1944. Taenaris lucina ingår i släktet Taenaris och familjen praktfjärilar. Inga underarter finns listade i Catalogue of Life.